# Cailhavel
Cailhavel település Franciaországban, Aude megyében. Lakosainak száma 150 fő (2022. január 1.). Cailhavel Brézilhac, Cailhau, Ferran, Lasserre-de-Prouille, Montréal és Villeneuve-lès-Montréal községekkel határos.

## Népesség
A település népessége az elmúlt években az alábbi módon változott:
| Lakosok száma | 151  | 135  | 129  | 103  | 117  | 124  | 132  | 138  | 144  | 150  |
|               | 1968 | 1982 | 1990 | 2006 | 2013 | 2015 | 2017 | 2019 | 2020 | 2022 |